# Sintesi di Kolbe
La Sintesi di Kolbe è un metodo per la preparazione di nitrili mediante la reazione tra il corrispondente alogenuro alchilico e un cianuro metallico. La reazione porta anche alla formazione di isocianuri, poiché lo ione cianuro è un nucleofilo bidentato e, secondo le Regole di Kornblum, può reagire con il carbonio o con l'azoto. 
{\displaystyle {\ce {{R-X}+CN^{\ominus }->{R-C{\equiv }N}+R-{\overset {\oplus }{N}}{\equiv }C^{\ominus }}}}
La velocità di formazione degli isomeri dipende dal solvente e dal meccanismo di reazione. Se si usano cianuri alcalini come il cianuro di sodio e solventi polari, la reazione è di tipo SN2 e l'alogenuro alchilico viene attaccato dall'atomo di carbonio dello ione cianuro, che risulta essere più nucleofilo. Questa tipo di reazione, con dimetilsolfossido come solvente, è un metodo conveniente per la sintesi di nitrili.
Quando si usa cianuro d'argento ed etere dietilico come solvente, la reazione è di tipo SN1 e viene prodotto principalmente isocianuro a del più nucleofilo atomo di azoto.
In particolare gli alogenuri alchilici primari e gli alogenuri benzilici portano ad un'ottima resa quando vengono fatti reagire con cianuri alcalini per produrre nitrili. Gli alogenuri alchilici secondari, invece, portano solo alla formazione di alogenuri terziari indesiderati.
Una volta formati, i nitrili possono essere convertiti nei corrispettivi acidi carbossilici attraverso l'idrolisi.